# Dan Bădulescu
Constantin Dan Bădulescu (n. 31 iulie 1952) este un fost compozitor de muzică rock, cântăreț, chitarist, textier și în  prezent preot român. În calitate de muzician, este mai bine cunoscut prin colaborarea alături de formațiile Sfinx și Roșu și Negru.

## Studii
Bădulescu este coleg la Conservatorul bucureștean cu Sorin Chifiriuc și Dan Andrei Aldea. Ajunge aici la sfatul lui Chifiriuc; va absolvi în 1975, la secția Pedagogie muzicală din cadrul Facultății de Compoziție. Își încheie studiile de licență în teologie în 1997, subiectul lucrării de diplomă fiind „Muzică pentru tineret dezorientat religios”. În 2002, este numit doctor în aceeași specializare; lucrarea de doctorat analizează mișcarea New Age).

## Muzician. Anii 1970 și 1980
Bădulescu debutează ca muzician rock (chitară bas) în 1968, cu formația Solaris. În 1972 apare în cadrul formației Modern Grup, pe care o părăsește cu puțin timp înainte de desființare (în anul următor). În continuare, se alătură formației Chromatic Grup, cu care cântă în vara lui 1972 la Mamaia.

### Sfinx
În 1974, Bădulescu intră în formația bucureșteană Sfinx, la acea vreme reunindu-i pe Dan Andrei Aldea (chitară), Corneliu „Bibi” Ionescu (chitară bas) și Mișu Cernea (baterie). Și-a adus o contribuție în partea de compoziție, cât și cu intervenții vocale și la chitara a doua; formația înregistrează în această formulă primul disc LP, Lume albă, pionierat al muzicii românești cu sintetizator (producție proprie). Piesele compuse de Bădulescu pentru disc sunt două: „Răsărit” (introducerea instrumentală a discului, potpuriu continuat de piesa „Călătorul și copacul”, scrisă de Cernea) și „Magelan” (pe versuri proprii). Lume albă este lansat în 1975. (Anterior acestuia, Sfinx participase în același an la înregistrarea discul single de debut al Didei Drăgan.)
Bădulescu colaborează în paralel cu Dan Aldea la un număr de compoziții, care nu vor fi însă interpretate cu formația. Din 1974 s-au păstrat câteva înregistrări de amator imprimate pe magnetofon, cu cei doi la chitare. Astfel de compoziții ale lui Bădulescu sunt „Eu nu strivesc corola de minuni a lumii” (pe versuri de Lucian Blaga) și „Oglinda” (muzica acestei piese datând din 1968, la care s-au adăugat ulterior versurile în 1978), în vreme ce Aldea scrie „Lin, lin” (Blaga), „Lumina lină” (versuri de Ioan Alexandru) și „Sfat fiului călător” (pe versurile lui Aldea).
În octombrie 1975, Bădulescu părăsește formația. La puțin timp, intră ca basist în formația Curtea Veche nr. 43, unde colaborează până în martie 1976.

### Roșu și Negru
În 1979, intră ca chitarist în formația Roșu și Negru, unde va cânta și compune vreme de câțiva ani. (Odată cu el vine la claviaturi Nicolae Enache, fost claviaturist la Sfinx.) Bădulescu contribuie la înregistrarea pieselor Roșu și Negru „Lumea basmelor”, „Nufăr alb”, „Pasărea iubirii”, „Aleargă”, „Nea Mărin” (toate, compoziții semnate de Liviu Tudan).
Formația imprimă în același an piesa „Oglinda”, compoziția deja amintită a lui Bădulescu. Acesta cântă vocea, chitara solo, acompaniamentul la double-six; momentul condus de chitară este interpretat în manieră slide guitar (mâna care controlează tastiera conduce o piesă rotundă – bottleneck – asupra corzilor, producând glissandi), inspirat de intervenția lui Aldea la momentul versiunii din 1974. În anul următor este realizat un videoclip al piesei, în care pot fi văzuți: Bădulescu, Tudan (chitară bas), Nuțu Olteanu (chitara a doua) și Dorel Vintilă Zaharia (baterie); filmarea gravitează în jurul unei oglinzi curbate, prin care se văd deformați muzicienii, dar și trecătorii sau copiii care se joacă în fața ei în parcul „Titanii” din București.
Din 1979 mai există o filmare Roșu și Negru cu Bădulescu: „Alfabetul”. În toamna lui 1980, Bădulescu este înlocuit cu Alexandru „Boița” Perin, cunoscut și ca Perin Boian (fost membru al formației Beta, din Lugoj). În anul următor, după o serie de proiecte solo (un trio: Bădulescu – chitară și voce, Sorin Chifiriuc/Ștefan Constantinescu – chitară bas, Gelu Ștefan – baterie), Bădulescu revine la Roșu și Negru. La sfârșitul anului 1981, formația îi cuprinde pe: Liviu Tudan (chitară bas), Dan Bădulescu și Adrian Ordean (chitare) și Liviu Hrișcu (baterie); Bădulescu va încheia definitiv colaborarea cu Roșu și Negru în anul 1982.

### Alte proiecte: Compania de Sunet, Post Scriptum
Sub nume propriu, Bădulescu contribuie la compilația Formații rock 5 (1981) cu două piese: „Maturizare” și „Valea macilor”. Criticul Mihai Plămădeală are o atitudine rezervată față de cele două piese, în special din pricina aranjamentelor; „Valea macilor” este prezentată ca o compoziție bună, însă insuficient dezvoltată.
Bădulescu continuă să compună, subiectele alese dovedind un interes tot mai mare pentru credința creștină. Amintim piesele „Lauda luminii” (1982) și „Roata” (care beneficiază de o înregistrare de amator realizată în apartamentul lui Nicu Alifantis, în 1983).
În paralel cu activitatea la Roșu și Negru, participă pentru scurt timp în Compania de Sunet, formația de acompaniament a lui Vali Sterian; va contribui astfel la realizarea discului Veac XX (1982). Bădulescu își petrece ultima parte a anului 1982 și anul următor alături de grupul Iris. În 1983 colaborează și cu Nicu Alifantis. Cântă în 1984 și 1985 cu formația Post Scriptum; alături de aceștia și de Doru Apreotesei (claviaturist la Sfinx în acea vreme) îl acompaniază pe Mircea Baniciu pe discul Ploaia. În 1984, înregistrează cu Post Scriptum și Grup 5T piesa „Pasărea măiastră”, dedicată gimnastei Nadiei Comăneci (piesa fusese compusă de Bădulescu încă din 1968, iar versurile scrise în 1977).
Ultima înregistrare efectuată în țară (noiembrie 1985) este negativul piesei „Aproape liniște”, pe muzica lui Nicu Alifantis și versuri de Alexandru Andrieș. Bădulescu cântă chitara solo și chitara bas (fretless), iar vocea este înregistrată în primă fază de cântăreața Aura Urziceanu. Mai târziu, Alifantis va folosi același negativ pentru versiunea cu vocea lui.

## Plecarea din țară
Bădulescu emigrează în Suedia la 6 ianuarie 1986. Manifestă un interes tot mai mare pentru muzica bizantină. Intră în legătură cu alți muzicieni români din diaspora, între care și Dan Andrei Aldea (stabilit în Germania din 1981), din creația căruia va înregistra în 1989 câteva piese compuse de-a lungul anilor, dar neimprimate până atunci.

## Revenirea
Bădulescu revine în România în 1997. A fost angajat în calitate de inspector la sectorul Comunități Externe al Patriarhiei Române și numit preot la biserica din strada Avrig (București). Bădulescu a participat la interviuri și emisiuni televizate, unde a discutat subiecte legate de criza spiritualității în ultimele decenii, despre influența muzicii rock în lumea creștină, New Age ș.a. Printre altele, este colaborator la revista „Credința ortodoxă” și la site-ul Altermedia România.